# Las Casas, Oaxaca
Las Casas är en ort i Mexiko.   Den ligger i kommunen Santa María Zoquitlán och delstaten Oaxaca, i den sydöstra delen av landet, 400 km sydost om huvudstaden Mexico City. Las Casas ligger 1 382 meter över havet och antalet invånare är 136.
Terrängen runt Las Casas är huvudsakligen kuperad, men åt nordost är den bergig. Runt Las Casas är det glesbefolkat, med 12 invånare per kvadratkilometer. Närmaste större samhälle är San Baltazar Chichicapam, 15,9 km norr om Las Casas. I omgivningarna runt Las Casas växer huvudsakligen savannskog.